# Damion Hyatt
Damion Hyatt (23 dicembre 1985) è un calciatore giamaicano, portiere dell'Arnett Gardens e della Nazionale giamaicana.

## Carriera
È stato convocato dalla Nazionale giamaicana per disputare CONCACAF Gold Cup 2017 come terzo portiere.
Il 29 aprile 2018 ha esordito in Nazionale disputando l'amichevole vinta 2-0 contro Antigua e Barbuda.

## Statistiche
Statistiche aggiornate al 10 gennaio 2019.

### Cronologia presenze e reti in nazionale
| Cronologia completa delle presenze e delle reti in nazionale ― Giamaica | Cronologia completa delle presenze e delle reti in nazionale ― Giamaica | Cronologia completa delle presenze e delle reti in nazionale ― Giamaica | Cronologia completa delle presenze e delle reti in nazionale ― Giamaica | Cronologia completa delle presenze e delle reti in nazionale ― Giamaica | Cronologia completa delle presenze e delle reti in nazionale ― Giamaica | Cronologia completa delle presenze e delle reti in nazionale ― Giamaica | Cronologia completa delle presenze e delle reti in nazionale ― Giamaica |
| Data                                                                    | Città                                                                   | In casa                                                                 | Risultato                                                               | Ospiti                                                                  | Competizione                                                            | Reti                                                                    | Note                                                                    |
| ----------------------------------------------------------------------- | ----------------------------------------------------------------------- | ----------------------------------------------------------------------- | ----------------------------------------------------------------------- | ----------------------------------------------------------------------- | ----------------------------------------------------------------------- | ----------------------------------------------------------------------- | ----------------------------------------------------------------------- |
| 29-4-2018                                                               | Antigua                                                                 | Antigua e Barbuda                                                       | 0 – 2                                                                   | Giamaica                                                                | Amichevole                                                              | -                                                                       | 47’                                                                     |
| 20-8-2018                                                               | Bridgetown                                                              | Barbados                                                                | 2 – 2                                                                   | Giamaica                                                                | Amichevole                                                              | -2                                                                      |                                                                         |
| Totale                                                                  |                                                                         | Presenze                                                                | 2                                                                       |                                                                         | Reti                                                                    | -2                                                                      |                                                                         |